# Ghatar Dasz
Ghatar Dasz – wieś w Iranie, w ostanie Azerbejdżan Zachodni, w szahrestanie Mijandoab. W 2006 roku liczyła 105 mieszkańców.